# Cochemiea insularis
Cochemiea insularis, conocido comúnmente como biznaga insular, es una especie de planta suculenta perteneciente al género Cochemiea, dentro de la familia Cactaceae. Se distribuye desde el sur de California hasta el noroeste de México (Baja California) y anteriormente se le conocía como Mammillaria insularis.

## Descripción
Cochemiea insularis es una especie de cactus que aunque a veces crece individualmente, generalmente forma grupos, con las raíces carnosas. Los tallos individuales son aplanados, esféricos, de color verde azulado y alcanzan alturas de hasta 6 cm y diámetros de 5 cm. 

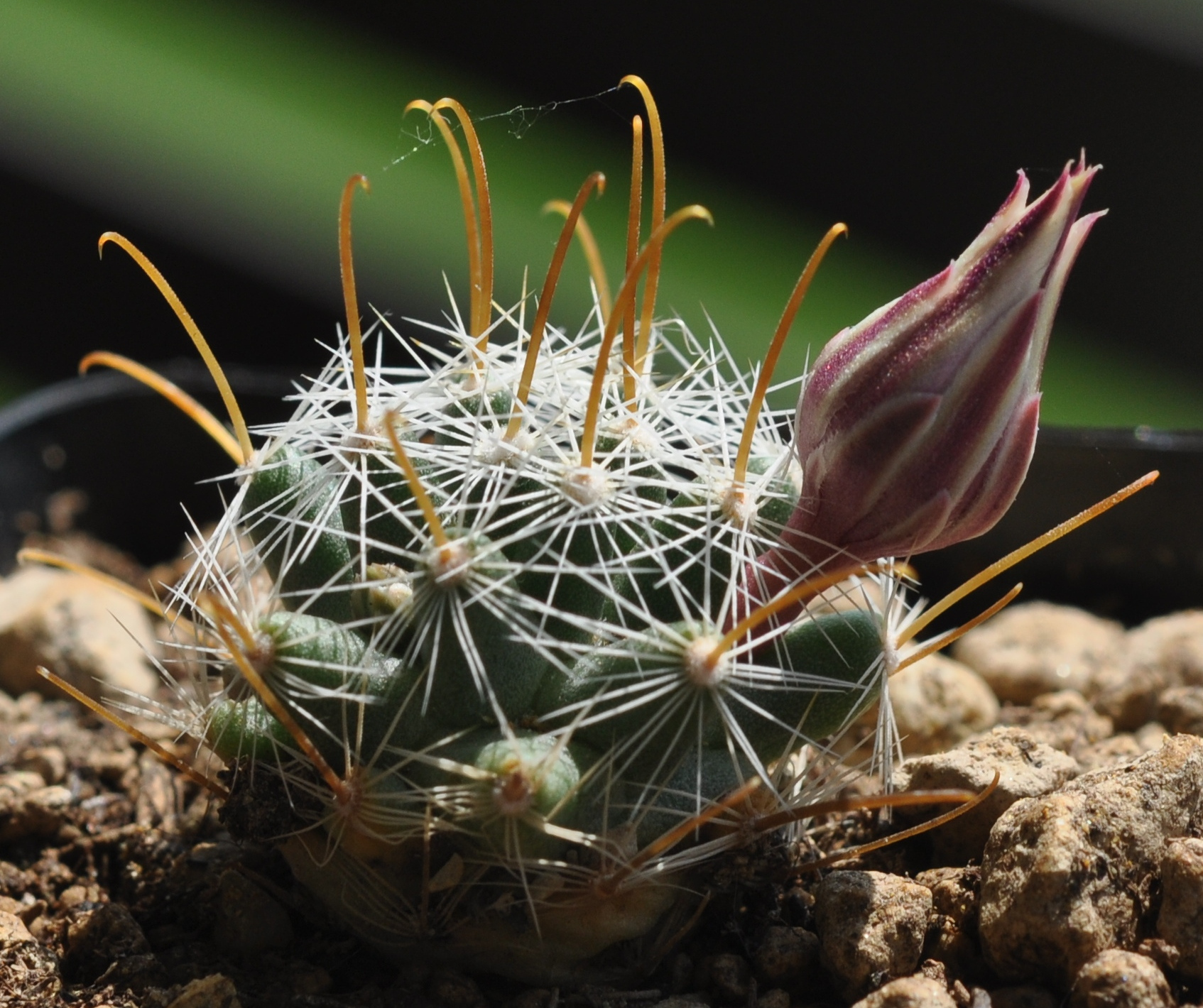
Detalle de las espinas ganchudas

Los tallos están cubiertos de tubérculos cónicos dispuestos en espiral, no contienen savia lechosa (látex) y poseen axilas (espacio que hay entre los tubérculos) desnudas o cubiertas por algunas cerdas. Sobre ellos se asientan areolas que tienen una única espina central en forma de gancho, con la punta de color marrón de 1 cm de largo. También hay de 20 a 30 espinas radiales con forma de aguja, de color blanco y de 0,5 cm de largo.

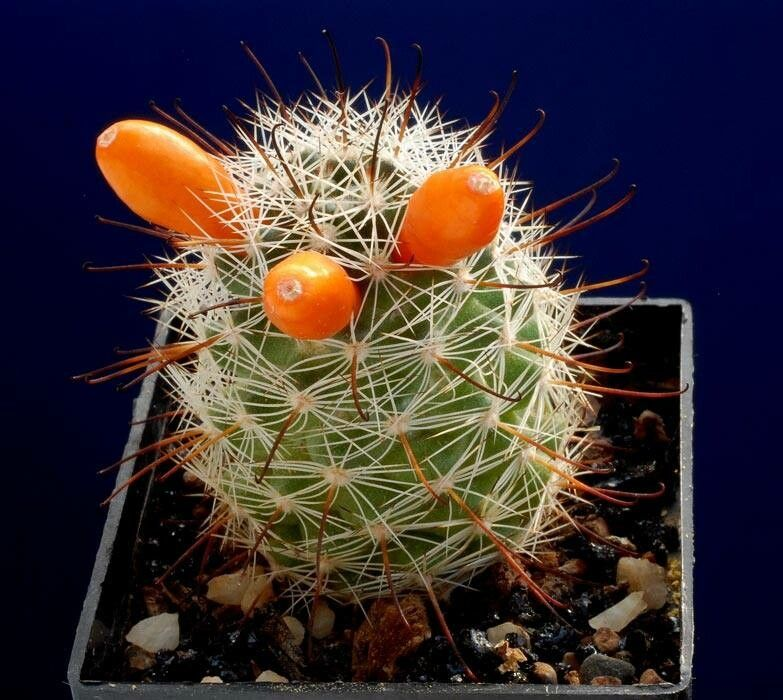
Frutos

Las flores son de color rosa claro, tienen forma de embudo y miden entre 1,5 y 2,5 cm de largo. Los frutos, de hasta 1 cm de largo, tienen forma de maza y son de color rojo anaranjado. En su interior encontramos semillas de color negro.

## Distribución y hábitat

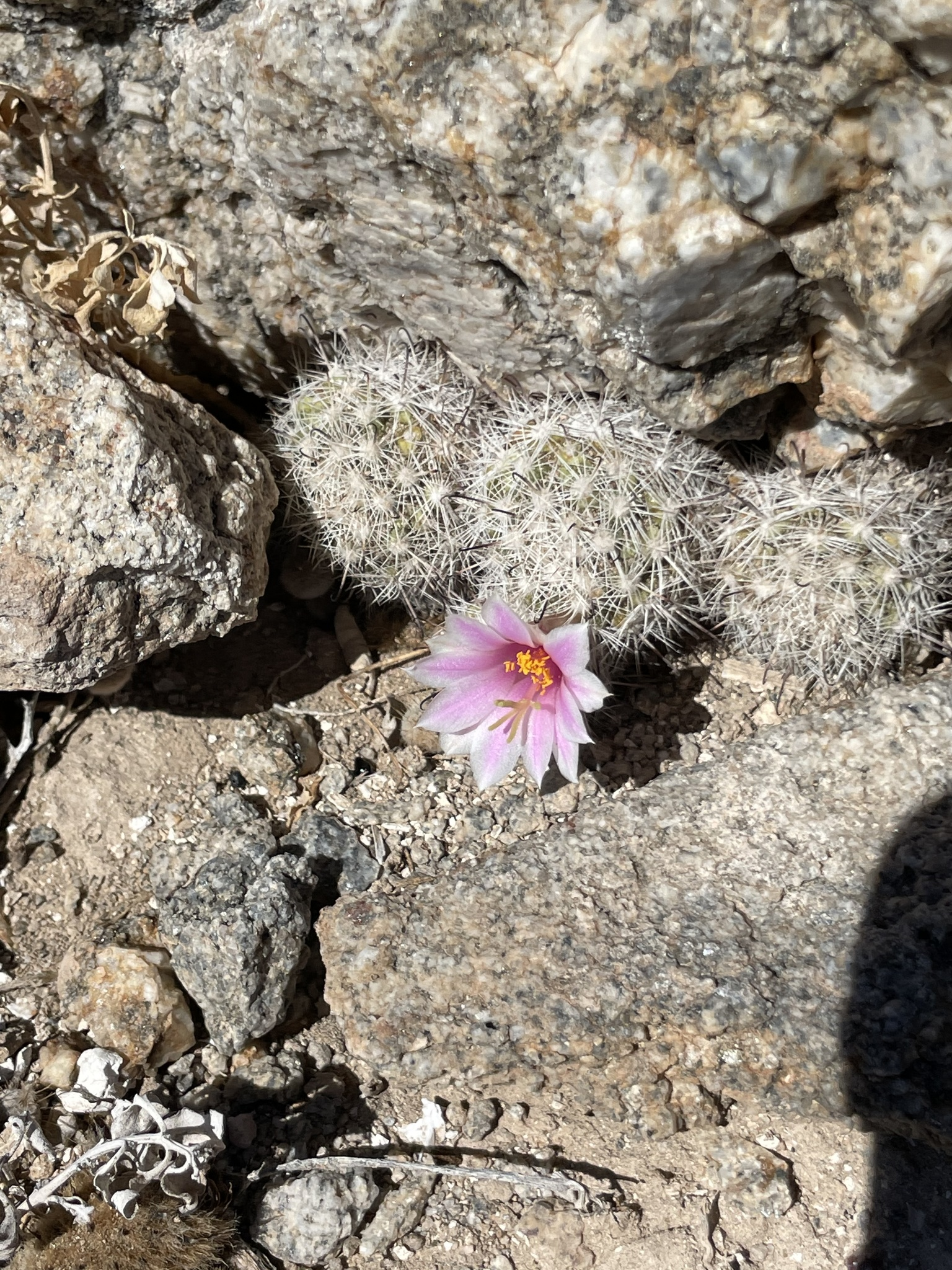
En su hábitat

El área de distribución nativa de esta especie es el noroeste de México (concretamente en el estado de Baja California) y crece principalmente en biomas desérticos o de matorrales secos. Además se caracteriza por habitar islas como Isla Ángel de la Guarda, Isla San Marcos, Isla Piojo, Isla Coronado e Isla La Ventana. 

## Taxonomía
La primera descripción de esta especie fue como Mammillaria insularis, publicada en 1938 por el botánico estadounidense Howard Elliott Gates en la revista científica Cactus and Succulent Journal 10: 25.
Posteriormente, los botánicos Peter B. Breslin y Lucas C. Majure colocaron la especie en el género Cochemiea, pasando a llamarse Cochemiea insularis y anotando estos cambios en la revista científica Taxon 70: 319 en el año 2021.
Etimología
- Cochemiea: nombre genérico que hace referencia a la tribu indígena Cochimí, que en el pasado ocupó un gran territorio de Baja California y cuya área es parte del área de distribución natural de este género.
- insularis: epíteto específico que hace referencia a la presencia de la especie en una isla.[5]

Sinonimia
- Bartschella insularis (H.E.Gates) Doweld (2000)
- Chilita insularis (H.E.Gates) Buxb. (1954)
- Ebnerella insularis (H.E.Gates) Buxb. (1951)
- Mammillaria insularis H.E.Gates (1938)
- Neomammillaria insularis (H.E.Gates) Y.Itô (1981)

## Estado de conservación
En la Lista Roja de Especies Amenazadas de la UICN, la especie está clasificada como de “Preocupación Menor (LC)”.

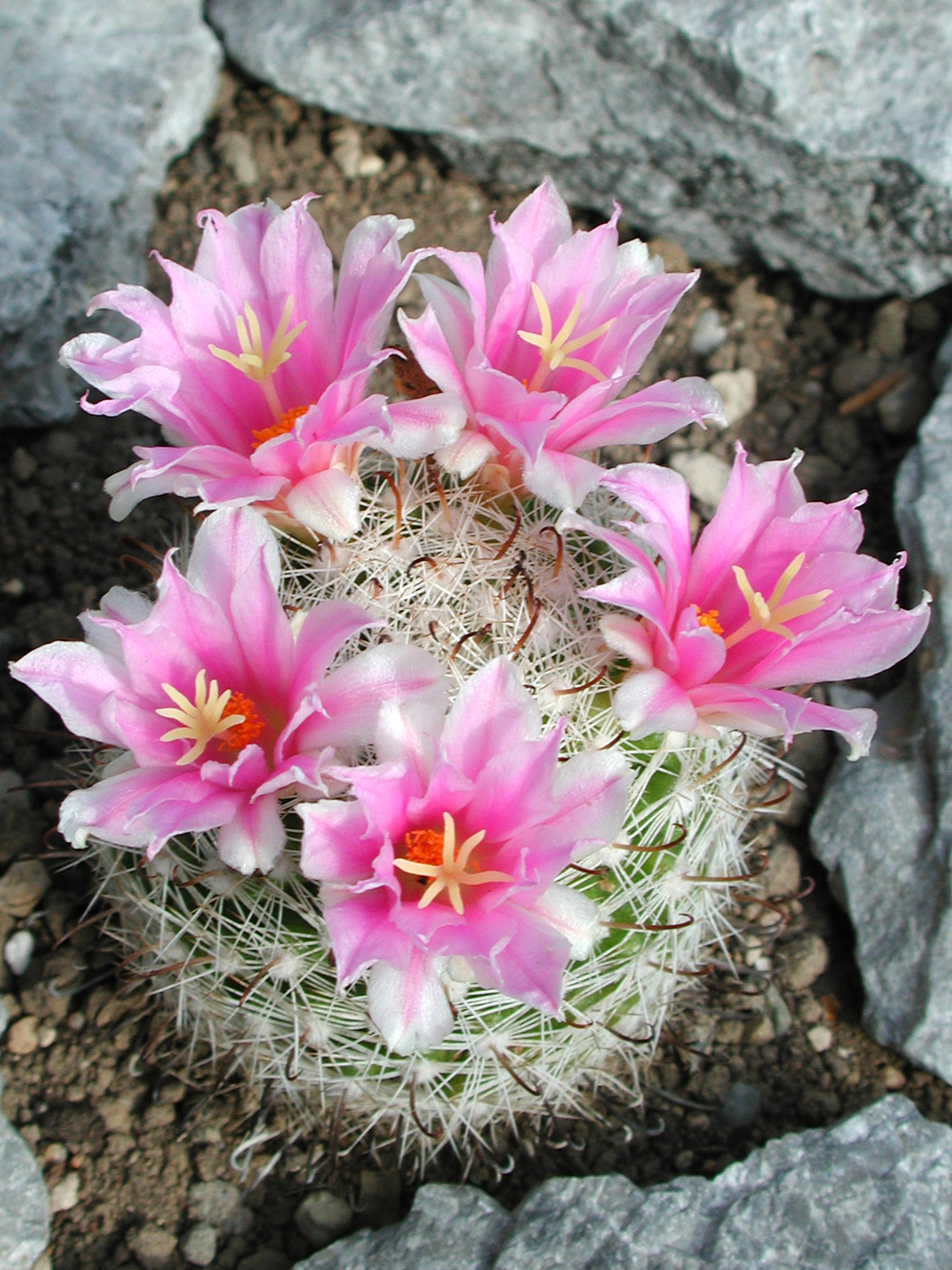
Planta en floración

## Usos
Se cultiva principalmente como planta ornamental y su propagación se realiza a través de esquejes o semillas.